# Tas-Salvatur

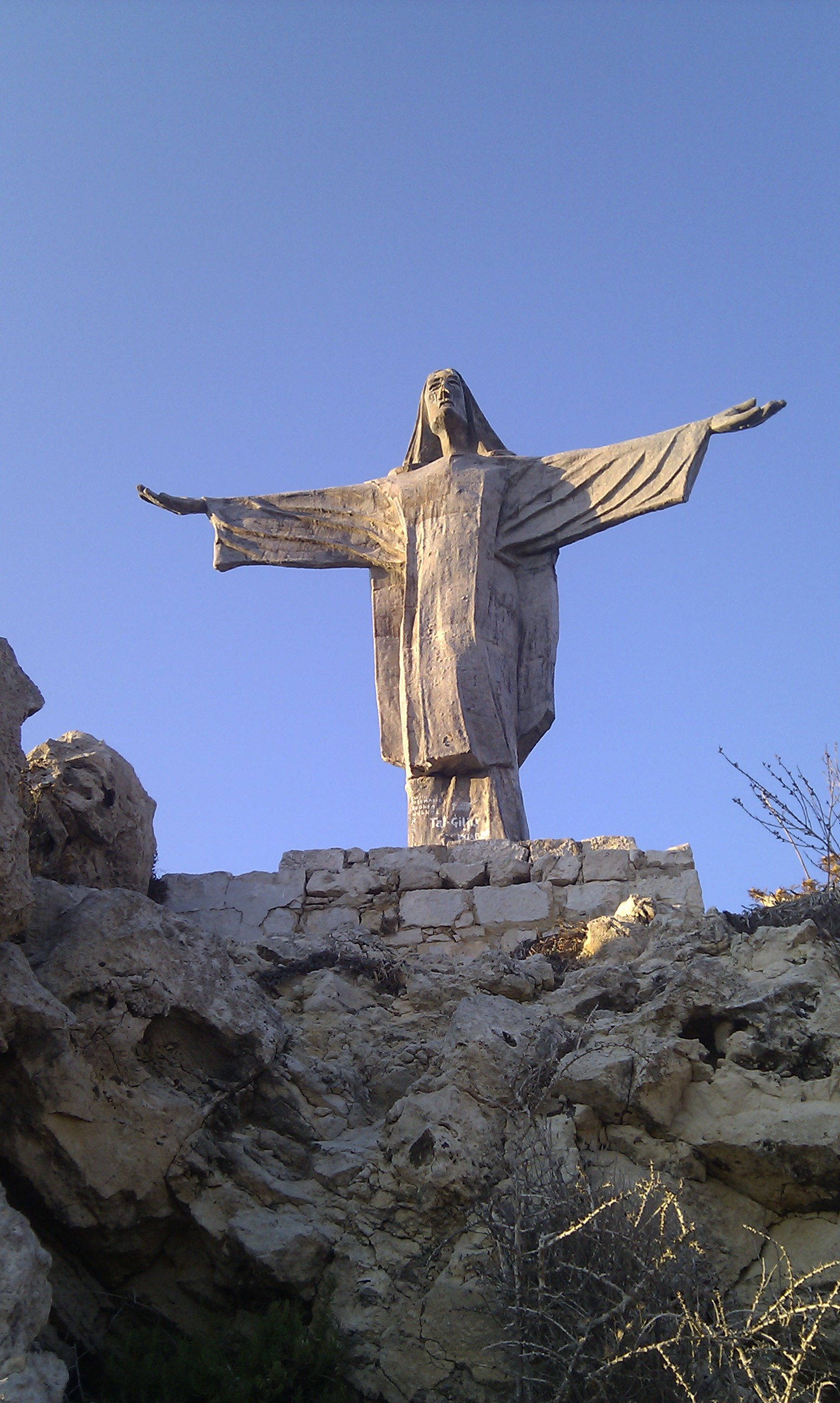
Tas-Salvatur

Tas-Salvatur (maltesisch auch Is-Salvatur; englisch Christ the Redeemer, deutsch Christus der Erlöser) ist eine Statue auf der maltesischen Insel Gozo. 

## Beschreibung
Tas-Salvatur ist nach dem berühmten brasilianischen Vorbild der Erlöserstatue auf dem Corcovado bei Rio de Janeiro gestaltet worden.
Es handelt sich um ein 12 Meter hohes Abbild Jesu, das mit ausgebreiteten Armen auf dem 97 Meter hohen Felshügel Tal-Merżuq (deutsch: Hügel des Lichtstrahls) zirka 550 Meter südlich von Marsalforn an der Nordküste der Insel steht.
Die Statue blickt in Richtung der Inselhauptstadt Victoria, welche vom Hügel aus am Horizont zu sehen ist. Die Skulptur selbst ist sowohl von den Orten Marsalforn, Xagħra und Għasri als auch von Victoria aus zu erblicken.

## Geschichte
1901 wurde auf dem Gipfel der Erhebung ein Kreuz errichtet. Drei Jahre darauf, als die Insel Gozo Christus geweiht wurde, ersetzte man das Kreuz durch ein Jesus-Standbild aus Stein. Dieses wiederum wich 1978 der heutigen Betonstatue, die einen Metallkern besitzt und an der Oberfläche mit Fiberglas überzogen ist. Die Statue wurde 2014 restauriert.{

## Legenden
Die Statue wurde auf diesen Berg errichtet, weil die maltesischen Bewohner fürchteten, der Berg sein ein inaktiver Vulkan. Sie hofften, dass Gott ein Abbild seines Sohnes nicht durch einen Vulkanausbruch zerstören würde. Mittlerweile ist jedoch nachgewiesen, dass es auf der gesamten Insel keine vulkanischen Aktivitäten gibt.
Eine andere Legende behauptet, Gott hätte die Insel Gozo durch eine dreitägige Finsternis bestraft, danach sei ein Lichtstrahl (maltesisch merżuq) auf dem Berg erschienen, wovon er seinen Namen trägt.

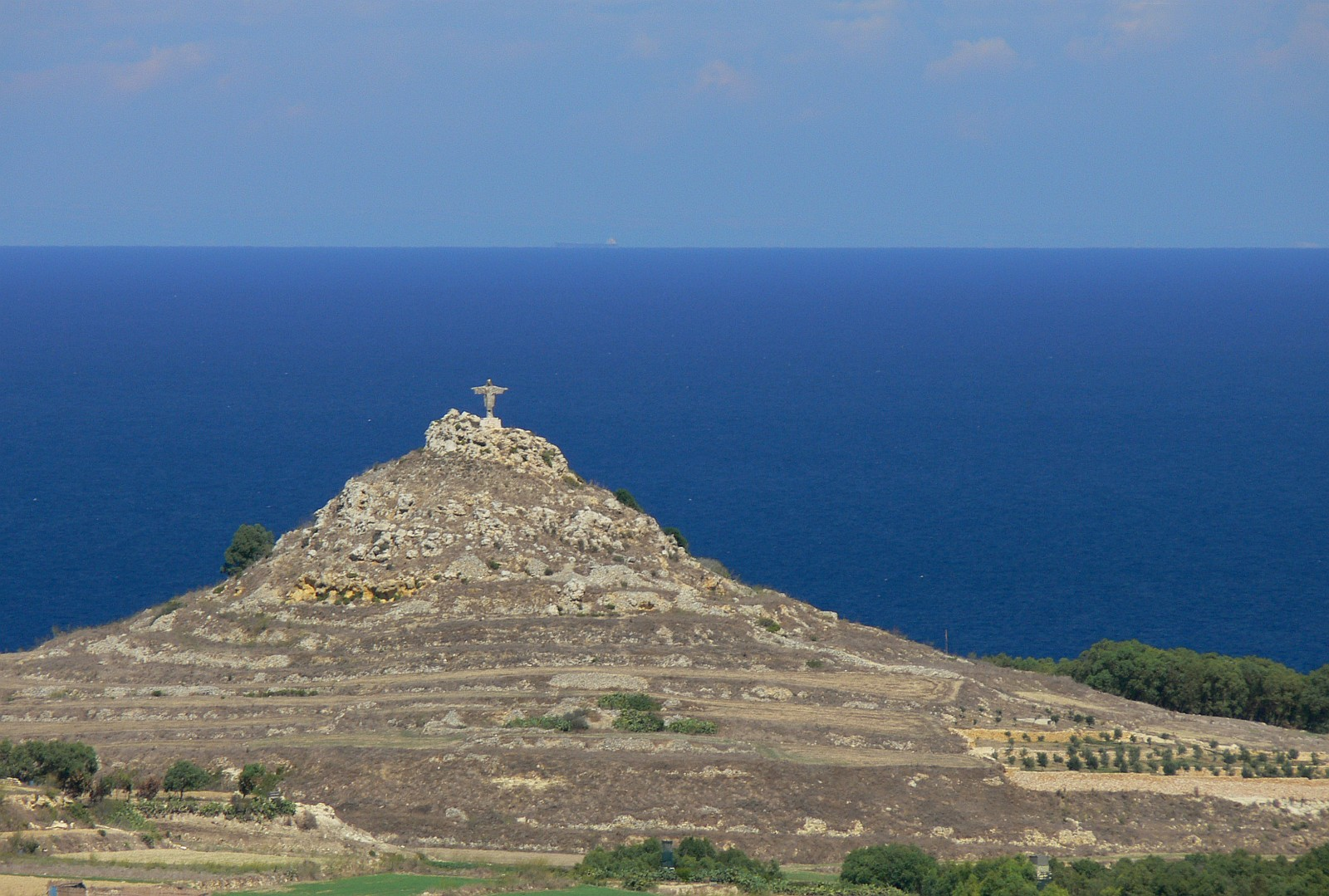
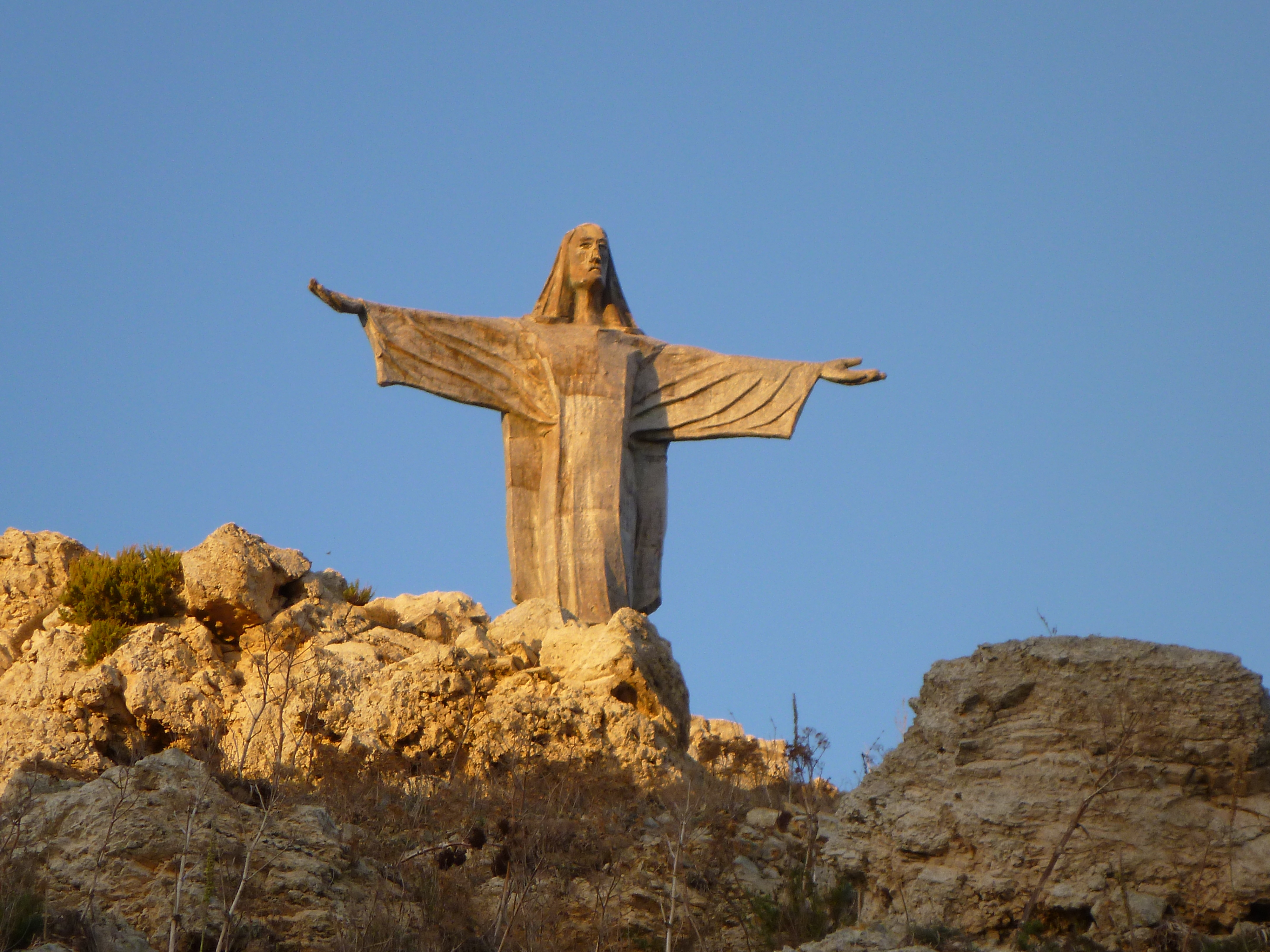